# 孟優
孟 優（もう ゆう）は、中国の通俗歴史小説『三国志演義』に登場する架空の人物。

## 物語中の活躍
| 姓名         | 孟優                          |
| 出身地       | 寧州建寧郡                    |
| 職官         | 〔不詳〕                      |
| 陣営・所属等 | 孟獲→劉禅                     |
| 家族・一族   | 兄：孟節〔架空〕 孟獲〔実在〕 |

南蛮王孟獲の弟として登場する。兄に命じられ、投降を装って諸葛亮（孔明）の陣に入り、内部から手引きをしようとする。しかし、薬を入れられた酒で酔わされたため失敗し、兄共々捕えられるが（孟獲は3度目の捕縛）、帰順しなかったため釈放される。
続く西洱河の戦いでも、兄共々捕えられる。諸葛亮からなぜ兄を諌めないのか、と叱責され、孟優は泣いて命乞いをした末に釈放される。まもなく、孟獲は処刑されたものと思い込み、生き残りの兵士を集めて弔い合戦を企てるが、孟獲が4度目の釈放を受けて逃走しているところを見つけ、これを保護する。
次いで、孟優は自身の友人である禿竜洞の朶思大王を頼るよう孟獲に勧め、4種の毒泉をもって蜀軍を待ち伏せする。しかし、結局は失敗して捕らわれ、降参しなかったため再び釈放される。
その後も兄と共に蜀に反抗するが、孟獲が7度目に捕われた時に遂に降参し、兄と共に南蛮の地を任されることになる。